# Distrito Municipal de Ranchland n.º 66
Ranchland n.º 66 es un distrito municipal canadiense situado en la provincia de Alberta.

## Superficie
Ranchland n.º 66 tiene una superficie de 2636,75 km².

## Demografía
En 2021, tenía 110 habitantes, una densidad poblacional de 0,04 hab./km², y 55 viviendas.